# Philippinisches Alphabet
Das philippinische Alphabet, auf den Philippinen offiziell auf Tagalog als Makabagong alpabetong Filipino und auf Englisch als Modern Filipino Alphabet (beides heißt modernes philippinisches Alphabet) bezeichnet, besteht aus 19 Buchstaben der standardisierten lateinischen Schrift und zusätzlich dem aus dem Baybayin übernommenen damaligen Buchstaben und heutigen Digraphen Ng. Hinzu kommen noch der aus dem Spanischen übernommene Buchstaben Ñ als auch der Digraph Ll, welche allerdings heutzutage nur noch nominell existieren und nicht aktiv genutzt werden.
Das philippinische Alphabet, auch als Abakada (wortwörtlich Aa, Be, Ce, De) bekannt, wurde von Lope K. Santos, einem philippinischen Anwalt und Politiker konzipiert. Dieser wird deswegen auch als „Vater der philippinischen Nationalsprache und Grammatik“ bezeichnet. Die Erschaffung eines neuen philippinischen Schriftsystems war Teil eines Programms zur Erstellung einer auf Tagalog basierenden Amts- und Nationalsprache, einer Wikang Pambansa Batay sa Tagalog oder Tagalog-Based National Language. Es wurde 1900 unter Bewilligung der Amerikanischen Kolonialregierung unter U.S. Präsident William McKinley von dem philippinischen Präsidenten Manuel Quezon unter dem Tagalog-Namen Surian ng Wikang Pambansa und der englischen Bezeichnung National Language Institute, dem Nationalen Sprachinstitut der Philippinen ins Leben gerufen.

## Kollation

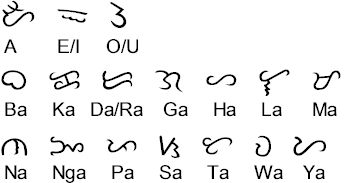
Das moderne philippinische Schriftsystem basiert auf dem Baybayin-Schriftsystem

Das Abakada ist ähnlich dem deutschen Alphabet angeordnet. Die Buchstaben in der oberen Reihe der unten gezeigten Tabelle weisen die verwendeten Zeichen auf, während die in der unteren Reihe zu sehenden Silben die korrekte Aussprache nahelegen. Die verwendeten Buchstaben basieren alle auf den im Baybayin benutzten Zeichen, mit Ausnahme des R, das nur in der Bikolano-Variante des Baybayin gebraucht wird.
Der Begriff Filipino ist das einzige Wort der Amtsschrift der Philippinen, das mit dem Buchstaben F geschrieben wird. Wegen der Vermischung des Filipino mit anderen Sprachen, vorwiegend dem immer stärker werdenden Englisch, aber auch Spanisch und Hokkien, werden auch die restlichen lateinischen Buchstaben C, F, J, Q, V, X, Z bei inoffiziellen Schriftdokumenten genutzt.
| Filipino-Alphabet                                           | A a | B b  | K k  | D d  | E e | G g  | H h  | I i | L l  | M m  | N n  | Ng ng | O o | P p  | R r  | S s  | T t  | U u | W w  | Y y  |
| ----------------------------------------------------------- | --- | ---- | ---- | ---- | --- | ---- | ---- | --- | ---- | ---- | ---- | ----- | --- | ---- | ---- | ---- | ---- | --- | ---- | ---- |
| Aussprache nach IPA                                         | /a/ | /b/  | /k/  | /d/  | /ɛ/ | /ɡ/  | /h/  | /i/ | /l/  | /m/  | /n/  | /ŋ/   | /o/ | /p/  | /ɾ/  | /s/  | /t/  | /u/ | /w/  | /j/  |
| Bezeichnung der Buchstaben im Tagalog ins IPA transkribiert | /a/ | /ba/ | /ka/ | /da/ | /ɛ/ | /ɡa/ | /ha/ | /i/ | /la/ | /ma/ | /na/ | /ŋa/  | /o/ | /pa/ | /ɾa/ | /sa/ | /ta/ | /u/ | /wa/ | /ja/ |

| Filipino-Alphabet   | Diy / Dy/ J diy / dy / j | Niy / ny/ Ñ niy / ny / ñ | Q q  | Siy / Sy siy / sy | Ts ts          | X x          | Ll / Liy / ly ll / liy / ly | V v  | Z z |
| ------------------- | ------------------------ | ------------------------ | ---- | ----------------- | -------------- | ------------ | --------------------------- | ---- | --- |
| Aussprache nach IPA | /dʒ/                     | /ɲ/                      | /ko/ | /ʃj/              | /tʃ/ oder /ts/ | /ɕ/ oder /h/ | /lj/                        | /bi/ | /s/ |